# 조시 매키크런
조슈아 마크 "조시" 매키크런(Joshua Mark "Josh" McEachran, 1993년 3월 1일 ~ )는 잉글랜드의 축구 선수로, 현재 옥스퍼드 유나이티드에서 뛰고 있다.